# Gijzeling (overheidsmaatregel)
Gijzeling als overheidsmaatregel is het opsluiten van mensen om te voorkomen dat hun aanhangers acties tegen een meestal niet-democratische regering uitvoeren.